# Аузанс, Карлис
Карлис Аузанс (латыш. Kārlis Auzāns, родился 22 октября 1976, Рига) — виолончелист латышской рок-группы Autobuss Debesis (Bus in the Sky) (Autobuss Debesīs), автор многих текстов и музыки, композитор. Мультиинструменталист, звукорежиссёр, музыкальный продюсер, лидер трио «Мelo-M».

## Биография
Карлис Аузанс родился 22 октября 1976 года, в Латвии в г. Рига.
1985—1992 учился в средней музыкальной школе им. Язепа Витоля латыш. Jāzepa Vītola Latvijas Mūzikas akadēmija (бывш. Emīla Dārziņa mūzikas vidusskola).
1995—1997 окончил высшую музыкальную школу им. Эмиля Дарзиня (латыш. Emīla Dārziņa mūzikas skola).
В 1998 году стал виолончелистом и гитаристом группы Autobuss debesis (bus in the sky).
1997—2000 получил степень бакалавра струнных инструментов в Латвийской музыкальной академии.
2004—2006 получил степень магистра менеджмента по культуре в интернациональной программе Латвийской музыкальной академии.
С 2005 года — участник и лидер музыкального трио «Меlo-M».
В 2006 году совместно с лидером группы Autobuss Debesis (bus in the sky) Мартом Кристианом Калниньшем участвовал в Национальном отборе на конкурс Евровидения с композицией «Say it is».

### Личная жизнь
Женат (жена Санта Ванага), отец троих детей.
братья, сестры:
- Анете Аузане.

### Творчество
Автор многих текстов и музыки группы Autobuss debesis (bus in the sky), лидер трио Мело-М.
Авторская музыка в фильмах:
- «Побег из Риги» (Escaping Riga), реж. Д. Симанис (Mistrus Media)
- «Деньги моря» (Jūras Nauda / Money of the Sea), реж. Астра Золднере.

(Победитель 18 кинофестиваля Schleswig-Holstein — лучший короткометражный фильм)
- «Истории гетто. Рига» (GHETTO STORIES.RIGA), Mustris Media
- «Ежи и большой город» (Eži un Lielpilsēta / Hedgehogs and the city), реж. Э. Лацис.
- «Экзорцист в 21 веке» (The EXORCIST in the 21. century), Gammaglimt.
- «История Риги» (RIGA STORY), реж. Дайнис Клава.
- «Охота» (The Hunt/Medības), реж. Андрис Мужишс.
- «В лучах солнца» (Under the Sun), реж. Виталий Манский[3].